# 埃莉萨·森斯
埃莉萨·玛琳·森斯（德語：Elisa Malin Senß，1997年10月1日—），德国女子足球运动员，场上位置是中场，2024年歐洲女子國家聯賽決賽圈季軍得主、2024年夏季奥林匹克运动会女子铜牌得主。